# Entlastungszeit
Entlastungszeit (Entlastungstage, früher auch Altersfreizeit) ist bei einem Arbeitsverhältnis der Zeitraum, in dem ein arbeitsfähiger Arbeitnehmer unter Fortzahlung des Arbeitsentgelts von der Arbeitspflicht zur Erbringung von Arbeitsleistungen befreit ist. In der Regel durch Tarifvertrag oder Haustarifvertrag werden für ausgewählte Arbeitnehmergruppen in der Regel jährlich eine bestimmte Anzahl an Entlastungszeiten gewährt.
Ziel ist es im Rahmen einer lebensphasenorientierten Arbeitszeitpolitik für alternsgerechte und altersgerechte Arbeitsbedingungen zu sorgen.
Im November 2011 schloss die Industriegewerkschaft BCE und der Arbeitgeberverband Nordostchemie den Tarifvertrag Lebensphasengerechte Arbeitszeitgestaltung für die ostdeutsche chemische Industrie (LePha) ab und sah in einer freiwilligen Betriebsvereinbarung entsprechende Entlastungszeiten für ausgewählte Arbeitnehmergruppen vor. Auch der 2016 vereinbarte Tarifvertrag der Diakonie in Niedersachsen sieht nach Vollendung des 56. bzw. 58. Lebensjahres aufgrund des altersbedingt regelmäßig zu erwartenden erhöhten Regenerationsbedarfes einen Anspruch auf Arbeitsbefreiung im Umfang von sieben Arbeitstagen (Entlastungstage) im Kalenderjahr vor. Der 2012 abgeschlossene Tarifvertrag zum demografischen Wandel und der Generationsgerechtigkeit der Verkehrsbetriebe Hamburg-Holstein (VHH) sieht beispielsweise ab dem vollendeten 55. Lebensjahr gestaffelt Entlastungstage vor.
Bei allen Regelungen zu den Entlastungstagen erfolgt häufig eine Orientierung an die Knauth-Hornberger-Regeln nach Sonia Hornberger und Peter Knauth. Danach sind diese Entlastungstage an ein Kalenderjahr gebunden, nicht übertragbar und verfallen bei Urlaub, Krankheit oder sonstigen Abwesenheiten. Zudem können diese nicht für Urlaubsverlängerungen genutzt werden. Die Berechnung der Entlastungstage erfolgt üblicherweise mit 7,8 Stunden täglich wie Urlaubsentgelt ohne Aufschlag.

## Trivia
Der Begriff des Entlastungstages wird auch genutzt um bei Beginn jeder Fastenkur einen Tag einzulegen mit geringerer Nahrungsaufnahme oder mit Verzicht auf bestimmte Nahrungsmittel. 